# Giovanni Battista Canossa
Giovanni Battista Canossa (Bologna, 1685 – Bologna, 1747) è stato un incisore, intagliatore e stampatore italiano.

## Biografia
Giovanni Battista Canossa era stato allievo di Giovanni Maria Viani da cui aveva imparato il mestiere di stampatore e incisore. Virtuoso nel suo lavoro secondo quanto scrive il Crespi, era un eccellente intagliatore in legno, in rame e di sigilli e aveva la sua bottega sotto i portici dell'Archiginnasio.
Ebbe tre figlie (Maddalena e Angiola e Caterina) e un figlio. Caterina seguì le orme del padre con successo.
Fu sepolto nel complesso di Santa Caterina in strada Maggiore.